# Pistolet de însămânțare
Un pistolet de însămânțare la vaci este un instrument specializat utilizat în procesul de însămânțare artificială (IA) a bovinelor. Acest instrument are rolul de a introduce materialul seminal  în tractul reproducător al vacii într-un mod precis și controlat. Acest proces permite fermierilor să controleze reproducția și să selecteze taurii donatori cu caracteristici genetice superioare pentru a îmbunătăți calitatea turmei.

## Caracteristici
Tub de inseminare: Este partea principală a pistoletului și servește la introducerea materialului seminal în uterul vacii. Tubul este prevăzut cu un dop pentru a menține materialului seminal în interiorul tubului până în momentul introducerii.
Mâner: Acesta permite operatorului să manevreze și să controleze pistoletul de inseminare în timpul procesului de IA.
Pipetă sau tub de material seminal: Această componentă conține materialul seminal colectat de la taurul donator de înaltă calitate. Pipeta se atașează la pistolet și este introdusă în tubul de inseminare pentru a elibera materialul seminal în uterul vacii.
Butoi de material seminal: Un butoi de material este adesea folosit pentru a stoca materialul seminal înainte de inseminare. Acest butoi este atașat la pistolet, iar materialul seminal este încălzit la temperatura potrivită înainte de a fi introdusă în tubul de inseminare.
Mecanism de eliberare: Pistoletul de inseminare are un mecanism de eliberare care permite operatorului să controleze fluxul de material seminal în timpul procesului.
Pentru a efectua inseminarea artificială (IA), operatorul introduce cu grijă pistoletul de inseminare în cervix (gâtul uterin). Materialul seminal este eliberată în corpul uterin al vacii. Această tehnică necesită abilități și experiență pentru a asigura succesul procesului.